# 미향운수
미향운수(彌鄕運輸)는 서울특별시 강북구의 마을버스 회사이고, 본사는 서울특별시 강북구 삼양동에 있다. 정원마을버스에서 운행하던 서대문14번도 이 회사에서 운행한다.

## 역사
본래는 서울특별시 강북구의 마을버스 회사인 미향운수, 마포구의 마을버스 회사인 창전운수가 별도로 있었지만 양업체 모두 최소 차량 대수 7대를 채우지 못하여 증차대신 양 업체가 미향운수라는 사명 아래 컨소시엄 형태로 운영되고 있었다. 2012년 12월 29일 구 창전운수 노선인 마포13번과 마포14번이 연희교통으로 분리독립하였다.

## 운행 노선
- ● 강북10번: 미양중고등학교 ↔ 미아역 (구 강북마을 10번)
- ● 서대문14번: 정원슈퍼 ↔ 홍제역
- ● 서대문15번: 명지대학교 교회 ↔ 증산역

## 미운행 노선
- ● 강북10-1번: 솔샘터널(SK·벽산아파트)↔미양중고등학교↔삼양오거리↔삼양극장↔미아역
- ● 마포13번: 창전시범아파트(홍대후문)↔2호선 신촌역(신촌로터리)[1]
- ● 마포14번: 창전시범아파트(삼성아파트)↔2호선 신촌역(신촌로터리)[1]

## 주요 차량
- 자일대우버스 - 자일대우 레스타
- 현대자동차 - 현대 뉴 카운티, 현대 카운티 뉴 브리즈
- CRRC 중국중차 - CRRC 그린웨이 720

## 본점 및 지점 현황
- 본점: 서울특별시 강북구 솔매로 6 (미아동)
- 홍은동: 서울특별시 서대문구 연희로39길 89, 지층1호 (홍은동)